# محمد فؤاد شكري
محمد فؤاد شكري (1906 - 1963) هو مؤرخ مصري.

## حياته ونشاته
ولد بالقاهرة سنة 1906، التحق بدار المعلمين العليا، وتخرج فيها عام 1927، وحصل على درجة الماجستير في التاريخ الحديث من جامعة ليفربول سنة 1931، ونال درجة الدكتوراه من الجامعة نفسها سنة 1935 عن موضوع «إسماعيل والرقيق في السودان». 
توفي سنة 1963، إثر إصابته بمرض خطير ظل يصارعه لأكثر من ثلاث سنوات.

## مسيرته
- عمل بالتدريس بكلية الآداب جامعة القاهرة لما يقرب من ربع قرن، بالإضافة إلى انتدابه مفتشا للتعليم الثانوي بوزارة المعارف سنة 1941، وبسبب كتاباته وآرائه التاريخية القيمة، اعتمد عليه الوفد المصري في الأمم المتحدة عندما عرضت القضية المصرية السودانية على مجلس الأمن سنة 1947، كذلك اعتمدت ليبيا كثيرا على أوراقه التي دافع فيها عن قضيتها ببسالة، وطالب بضرورة حصولها على الاستقلال والتمتع بالوحدة، وكانت نتيجة ذلك أن قامت السلطات البريطانية بطرده من ليبيا سنة 1951.[4]

- اتسمت دراساته باعتمادها على المعلومات الدقيقة والموثوق فيها؛ مما أضفى عليها قيمة تاريخية كبيرة. واهتم كثيرا بالدراسات التاريخية التي تخدم القضايا الوطنية والقومية العربية، وكذلك القضايا القومية في أوروبا.[5]

## مؤلفاته
له العديد من المؤلفات، ومنها:
- «مصر والسودان: تاريخ وحدة وادي النيل السياسية 1820–1899».
- «الحكم المصري في السودان».
- «السنوسية دين ودولة».
- «ميلاد دولة ليبيا الحديثة: وثائق تحريرها واستقلالها».[6]
- «الحملة الفرنسية وخروج الفرنسيين من مصر».
- «الصراع بين البورجوازية والإقطاع 1789–1848».
- «عبد الله جاك مينو».
- «مصر والسيادة على السودان: الوضع التاريخي للمسألة».
- «ألمانيا النازية».